# Charlotte de Rothschild
Charlotte de Rothschild, född 1825, död 1899, var en fransk-judisk målare.
Hon var icke professionell amatörmålare och hennes produktion var blygsam, men samtiden ansåg henne ha uppriktigt talang. Hon är känd för sina landskapsmålningar, målningar i vattenfärg och gravyrer. Hon ställde ut i Parissalongen 1872 och deltog från 1879 och framåt i Société des aquarellistes français utställningar. Hennes målningar finns bevarade i flera franska museer. 